# Yên Mỹ, Ý Yên
Yên Mỹ là một xã thuộc huyện Ý Yên, tỉnh Nam Định.

## Địa lý - Hành chính
Xã nằm cách thành phố Nam Định 16 km, cách thành phố Ninh Bình 16 km, trên trục Quốc lộ 38B nối từ Hải Dương tới Ninh Bình; phía Nam giáp xã Yên Ninh; phía Tây giáp xã Yên Dương; phía Bắc giáp xã Minh Tân và phía Đông giáp xã Kim Thái, đều thuộc huyện Vụ Bản.
Tổng diện tích toàn xã là 6,03 km², với dân số 5.731 người.
Yên Mỹ có thôn Hữu Hạ (còn gọi là thôn Hữu Dụng). Thôn này có dòng họ Trần An. Ông tổ của dòng họ này chính là một trong những con cháu vua Trần, sau phạm tội hiếp dâm bị lưu đày ra đảo, con cháu sau này tuy cố gắng nhưng không rửa hết tội ông cha. Hiện nay, nhà nước và các đoàn thể hết sức giúp đỡ gia tộc Trần An.